# Honda Freed
Honda Freed – samochód osobowy typu minivan produkowany od 2008 roku przez japoński koncern motoryzacyjny Honda Motor Company.

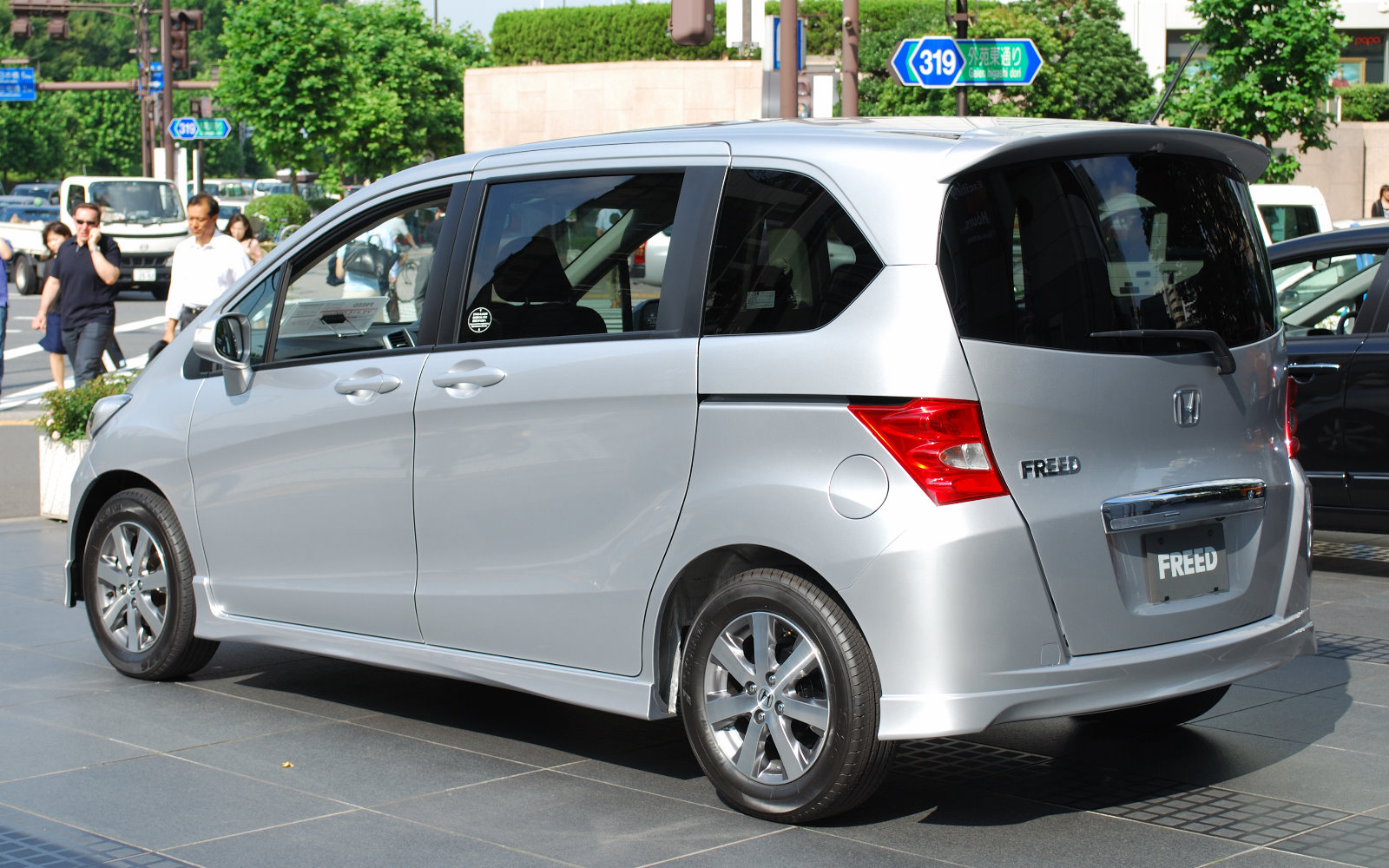
Tył Hondy Freed

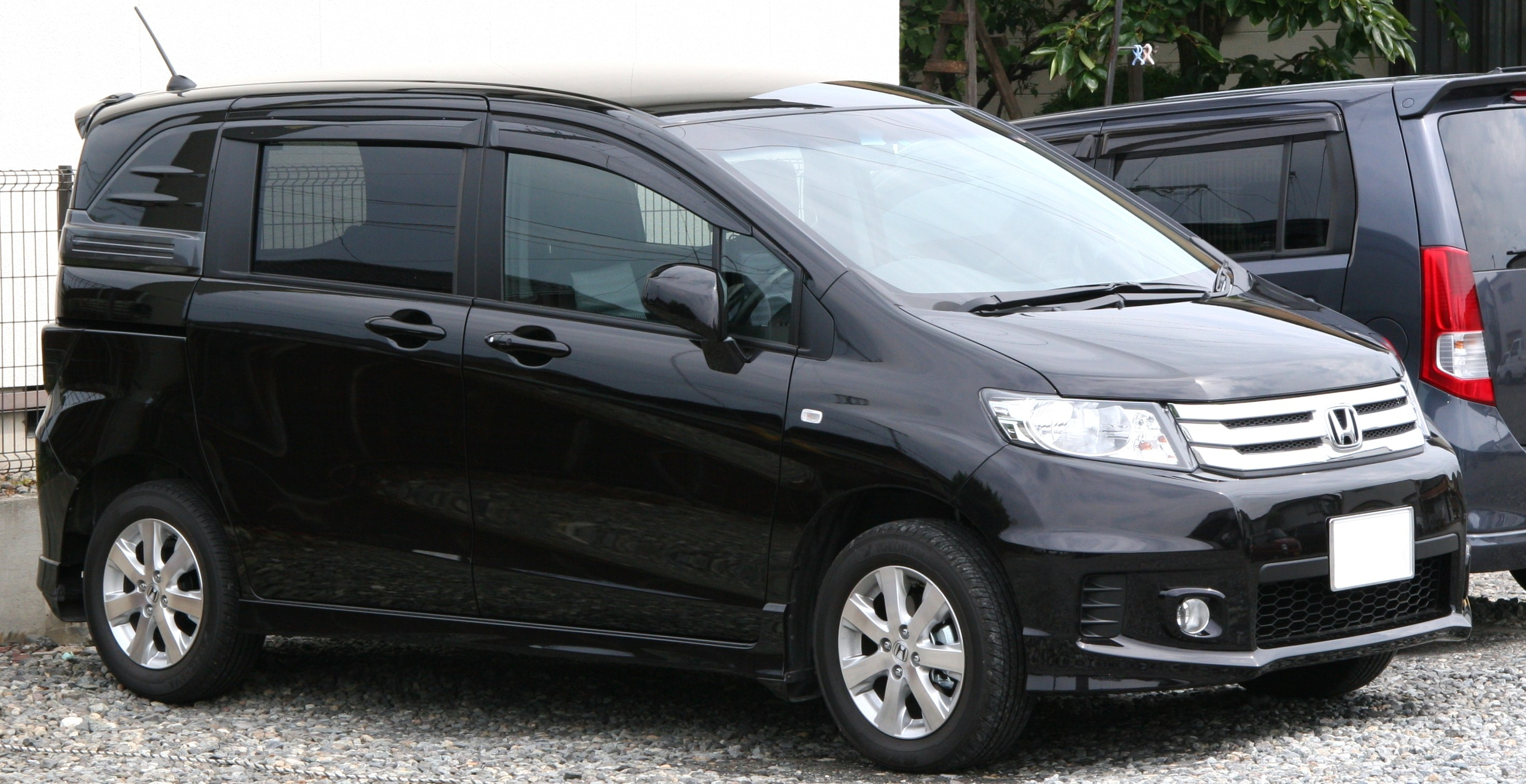
Honda Freed Spike

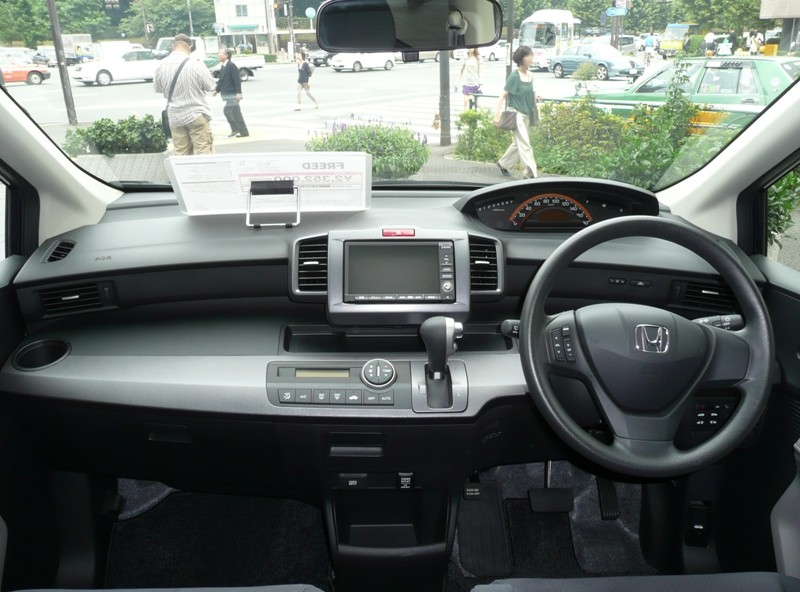
Wnętrze

Freed pojawił się w 2008 roku i zastąpił modele Mobilio, Mobilio Spike i That’s. Powstał na platformie Hondy Jazz/Fit II. Samochód może pomieści w zależności od wersji: 5, 7 lub 8 osób. Model Freed oferowany jest tylko w Japonii, a od marca 2009 roku także w Indonezji, od 2010 roku w Malezji oraz od 2011 roku w Hongkongu.